# ايجه كوكينلي
إيجي كوكينلي هي ممثلة تركية ولدت في 20 مارس 1993 في قرقلر ايلي. عاشت هناك حتى المدرسة الثانوية. ثم انتقلت إلى إسطنبول لتعليمها في المدرسة الثانوية الفرنسية.أكملت تعليمها في المعهد الموسيقي بجامعة هاليك .
في عام 2004 كانت عضوًا في فريق المسرح الذي أعد وأعد العروض باللغة الفرنسية لمدة 5 سنوات . كان مسلسلها التلفزيوني الأول “My Best Friend” En Iyi Arkadasim الذي أخرجه حمدي الكان. في عام 2013 عندما كانت في الحادية عشرة من عمرها، كانت Ege Kökenli أول تجربة لها في التمثيل مع سلسلة أفضل صديق لها.
شاركت في مسلسل النمر الأناضولي، ياهزي كازيبي، المعلم كمال، شاليكوسو، شيشيك، لا تستسلم أبدًا وبنات الشمس.. في عام 2015 ، ظهرت في مسلسل Güneşin Kızları Girls of the Sun. في عام 2017 ، أعطت شخصية Bahar Tunç الحياة لمسلسل “Heartbeat”.

## أعمالها
- مسلسل أعز صديق لي aşim) عام 2004
- مسلسل الاناضول نمور (Anadolu Kaplanı) عام 2006
- مسلسل المعلمين كمال (Öğretmen Kemal) عام 2010
- مسلسل yahşi Cazibe عام 2011
- مسلسل طائر النمنمة (  Çalıkuşu) عام 2013
- مسلسل لن اتخلى ابدا (Asla Vazgeçemen) عام 2015_2016
- مسلسل بنات الشمس (Güneşin kizlari) عام 2018
- مسلسل علبة الذهب عام 2018
- مسلسل نبضات القلب ( Kalp atışı)
- مسلسل اسمعني (Duy Beni)[2]